# کارلسون گریسی
کارلسون گریسی (پرتغالی برزیلی: Carlson Gracie؛ ۱۳ اوت ۱۹۳۲ – ۱ فوریهٔ ۲۰۰۶) جودوکار و استاد جوجیتسو برزیلی اهل برزیل بود.